# ジン (交響詩)
『ジン』（Les Djinns）は、セザール・フランクが作曲したピアノと管弦楽のための交響詩。「ジン」には「鬼神」、「魔神」、「魔人」などの日本語訳があてられることがある。

## 概要
この曲はピアニストのカロリーヌ・モンティニー＝レモーリーがフランクに対し、ピアノと管弦楽のための短い楽曲を作曲してほしいと持ちかけたことをきっかけに書かれた。フランクは1884年の夏季を利用して曲を仕上げたが、彼女は作品を演奏しなかった。初演が行われたのは1885年3月15日の国民音楽協会の演奏会で、独奏者はルイ・ディエメだった。曲はスール（Serre）婦人に献呈されている 。
曲はヴィクトル・ユーゴーの『東方詩集』中の同名の詩に着想を得て書かれている。ユーゴーはフランクに度々霊感を与えており、例えば彼の最初の交響詩となった『人、山上で聞きしこと』などがそうした作品として挙げられる。
ピアノパートは非常に技巧的に書かれているにもかかわらず、初演者のディエメはこれを見事に弾きこなした。これに感銘を受け、ピアノという楽器への興味を取り戻したフランクは『交響的変奏曲』を書き上げ、ディエメに献呈することになる。

## 演奏時間
約12-13分

## 楽器編成
ピアノ独奏、フルート2、オーボエ2、クラリネット2、ファゴット4、ホルン4、トランペット2、トロンボーン3、チューバ、ティンパニ、弦五部

## 楽曲構成
曲はアレグロ・モルト、2/4拍子で開始する。管弦楽がピアニッシモに始まり、全曲を通して奏でられるリズム動機に第1の主題が乗って勢いを増していくと、クライマックスに至ったところでピアノ独奏が華麗に登場する。ピアノが導入した新しい主題がしばし扱われるが、まもなく経過句を経て冒頭のリズム動機が現れると変ホ短調へと転調する。ピアノが技巧的に装飾する中、管弦楽によって冒頭の主題が奏でられて進行し、第2の主題が再現するとただちにハ短調となって先と同様の経過句に導かれてリズム動機が再現する。そのまま音量を増していきロ短調、3/4拍子となるとフォルテッシッシモで重々しい頂点を迎える。これが落ち着くとリズム動機を背景にピアノがロ短調の新しい主題をオクターヴで出し、そのままこの主題を発展させる形で「少しずつ落ち着きと自信を増して」明るい表情を見せる。次に冒頭と同じテンポ、調性、拍子に戻り主題群を再現した後、最後は弱音で曲の終わりを迎える。